# Hunnestads församling
Hunnestads församling var en församling i Göteborgs stift, Varbergs kommun i Hallands län.
Församlingskyrka var Hunnestads kyrka.

## Administrativ historik
Församlingen har medeltida ursprung.
Församlingen var till 1962 moderförsamling i pastoratet Hunnestad och Gödestad. Från 1962 till 2002 var den annexförsamling i pastoratet Grimeton, Rolfstorp, Hunnestad, Gödestad, Skällinge och Nöslinge.  Församlingen uppgick 2002 i Himledalens församling tillsammans med övriga församlingar i pastoratet.
Församlingskod var 138307.